# Phare de Kernevest
Le phare de Kernevest (ou feu de Crac'h,) est un phare de Saint-Philibert, dans le Morbihan (France).

## Localisation
Le phare est situé au lieu-dit Kernevest, gardant l'entrée de la rivière de Crac'h et guidant les navires vers le port de La Trinité-sur-Mer.

## Histoire
Le phare est érigé par l'ingénieur Plassard et le maître maçon François Marchand en 1855,.
Anna Le Bail, figure emblématique du lieu, est gardienne de phare pendant 40 ans, de 1925 à 1965. Électrifié en 1952, le phare est définitivement éteint en 2012, les bâtiments construits – et les arbres plantés – depuis son édification ayant progressivement bouché son horizon. Depuis cette date, un deuxième feu, plus petit et situé plus au sud (47° 34′ 06″ N, 3° 00′ 22″ O), assure le guidage des navires auprès des côtes de Saint-Philibert.
Le phare est acheté par la municipalité en 2014, qui le rénove en partie l'année suivante.

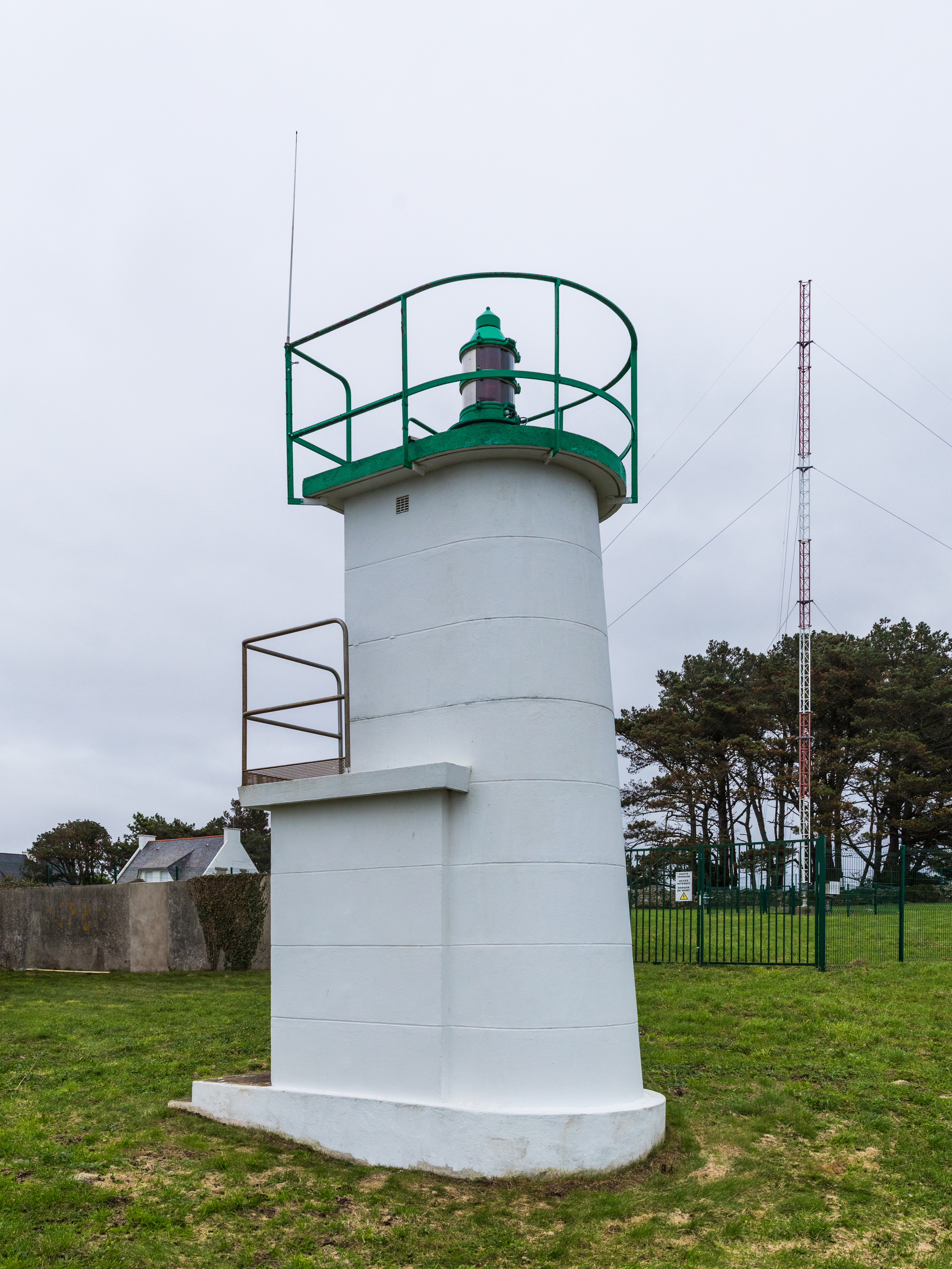
Le feu sud.
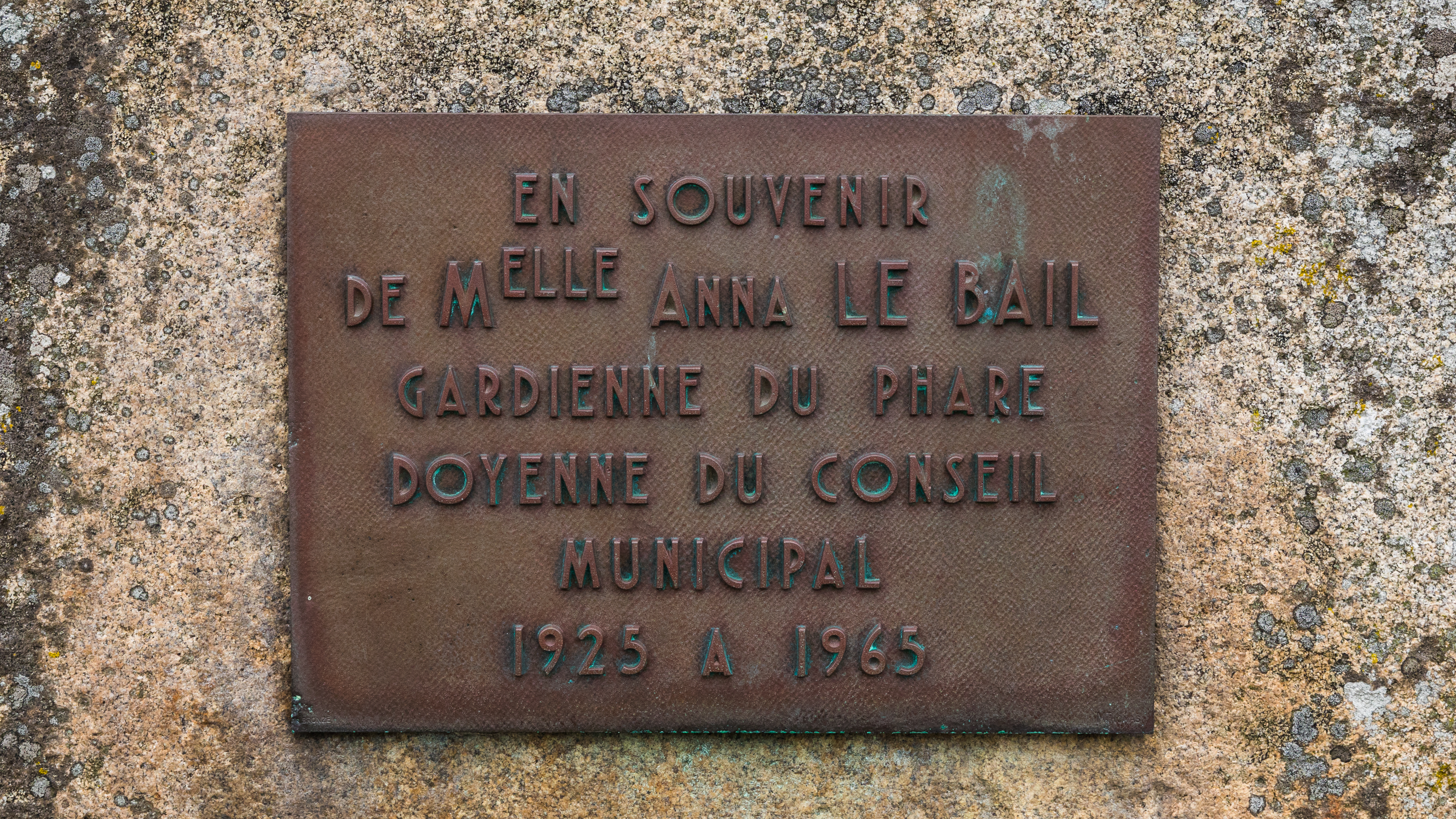
Plaque commémorative proche du feu sud.

## Architecture
Le phare se présente comme une tour, peinte en blanc et vert, d'environ 15 m de hauteur.